# Янсянь
Янся́нь (кит. упр. 洋县, пиньинь Yáng xiàn) — уезд городского округа Ханьчжун провинции Шэньси (КНР). Название уезда происходит от реки Яншуй.

## История
Сначала эти места входили в состав уезда Чэнгу. При империи Западная Цзинь в 267 году в восточной части уезда Чэнгу были созданы уезды Хуанцзинь (黄金县) и Синдао (兴道县).
В эпоху Южных и Северных династий эти земли не раз переходили из рук в руки, а их административное устройство часто менялось. В 420 году властями Лю Сун в юго-западной части территории современного уезда Янсянь был создан уезд Хуайань (怀安县), но в 434 году он был расформирован. После того, как эти земли были захвачены Северной Вэй, в 505 году в восточной части уезда Чэнгу был создан уезд Лунтин (龙亭县). В 514 году северо-западная часть уезда Лунтин была выделена в уезд Синши (兴势县). В 535 году регион был захвачен войсками государства Лян, восстановившими уезд Хуайнань. В 552 году эти земли захватила Западная Вэй, и в северо-восточной части уезда Лунтин был опять создан уезд Хуанцзинь. В 553 году из областей Лянчжоу (梁州) и Чжичжоу (直州) была выделена область Янчжоу (洋州), а уезд Хуайань был переименован в Хуайнин (怀宁县). При империи Северная Чжоу в 570 году уезд Хуайнин был переименован в Хуайчан (怀昌县), а уезд Лунтин был расформирован.
При империи Суй в 606 году были расформированы уезды Танчэн (傥城县) и Хуайчан. При империи Тан в 649 году уезд Синши был переименован в Синдао (兴道县). В 730 году северная часть уезда Синдао была выделена в отдельный уезд Хуаян (华阳县), но в 744 году он был вновь присоединён к уезду Синдао. В 748 году уезд Хуаян был создан вновь, а в 749 году он был переименован в Чжэньфу (贞符县).
При империи Сун в 968 году уезд Хуанцзинь был присоединён к уезду Чжэньфу. После монгольского завоевания в 1265 году уезды Синдао и Чжэньфу были расформированы, а их земли перешли под непосредственное управление властей области Янчжоу. При империи Мин в 1370 году область была понижена в статусе и стала уездом — так появился уезд Янсянь.
Во время гражданской войны этот регион был занят войсками коммунистов в декабре 1949 года. В 1951 году был создан Специальный район Наньчжэн (南郑专区), и уезд вошёл в его состав. В октябре 1953 года Специальный район Наньчжэн был переименован в Специальный район Ханьчжун (汉中专区). В 1969 году Специальный район Ханьчжун был переименован в Округ Ханьчжун (汉中地区).
В 1996 году постановлением Госсовета КНР были расформированы округ Ханьчжун и город Ханьчжун, и образован городской округ Ханьчжун.

## Административное деление
Уезд делится на 3 уличных комитета и 15 посёлков.